# Lorenzo de Aldana
Lorenzo de Aldana (Cáceres, 1508-Arequipa, Perú, 1571) era un militar, explorador y conquistador español que fuera nombrado por el gobernador Francisco Pizarro como teniente de gobernador de Quito de forma interina, desde 1538 hasta 1542.

## Biografía

### Origen familiar y primeros años de crecimiento
Lorenzo de Aldana había nacido en el año 1508 en la ciudad de Cáceres de la Extremadura del Reino de León que formaba parte de la entonces Corona castellana. Era hijo de Francisco de Aldana y de María Prieto de Ulloa, descendiente de familia hidalga, además estaba emparentado con las más destacadas familias de la región cacereña.
Entre los parientes más sobresalientes estaban su hermano Hernando de Aldana, quien participó en la toma de Cajamarca y en el apresamiento de Atahualpa, el capitán trujillano Diego García de Paredes, el capitán rebelde Francisco Hernández Girón, el capitán Francisco de Godoy y el capitán Pedro Álvarez Holguín.
Además de su esmerada educación, de adornarle la sagacidad, el equilibrio emocional y el poder de convencimiento, poseía unas dotes diplomáticas extraordinarias para manejar las relaciones personales con los interlocutores más dispares y solventar exitosamente las incidencias más escabrosas.
A los 20 años llegaba a Santa Marta en la costa del mar Caribe en el Nuevo Reino de Granada con la expedición del gobernador García de Lerma en el mes de octubre de 1528. Participó en la contienda neogranadina y cuando muere el gobernador, Aldana se enrolará en las mesnadas de su hijo, Pedro de Lerma.
Después de participar en el proceso peruano, el 3 de julio de 1535 partía hacia la conquista de Chile formando parte de las fuerzas de Diego de Almagro. Este no encontró alicientes económicos en el territorio chileno y ante la penuria alimenticia y las dificultades que se presentaban, fracasó el proyecto y regresaron al Perú. Entonces Lorenzo abandonó las filas almagristas y tomó partido por el bando de Francisco Pizarro, integrándose en sus filas y en donde se destacara atinadamente en todas las misiones que se le encomendaban.

### Gobernador interino de Quito y de Popayán
En vista de su extraordinaria capacidad gerencial y en ausencia de Sebastián de Belalcázar, gobernador de Popayán, fue nombrado gobernador interino de aquella provincia a Francisco García de Tovar que ejerció el mando desde 1538 a 1539, pero por una fuerte hambruna y peste se fue despoblando la provincia hasta que llegó Lorenzo de Aldana, teniente de gobernador interino de Quito desde el 9 de noviembre de 1538, que había sido enviado por Francisco Pizarro, y lo sucedió también como gobernador interino de Popayán, interviniendo además en la pacificación y la colonización de su comarca, por lo cual proyectó varias fundaciones de ciudades.
Él personalmente, en 1539, trasladó del valle de Yacuanquer al valle de Atriz la población fundada por Belalcázar con el nombre de Villaviciosa de la Concepción y que luego fuera nombrada Villaviciosa de Pasto (la actual ciudad de San Juan de Pasto). Su subordinado, el mariscal Jorge Robledo, por su mando fundó Anserma el 15 de agosto de 1539, Cartago el 9 de agosto de 1540 y Antioquia el 25 de noviembre de 1541.
Al terminar su misión interina volvió a Lima, y como había muerto Francisco Pizarro tomó partido por su hermano Gonzalo que fuera asignado como primer gobernador de Quito y recién reconocido por los cabildos desde el 1.º de diciembre de 1540. En 1543 Aldana estaba avecindado en Lima y al año siguiente fue nombrado justicia mayor de la capital. En 1546 Gonzalo Pizarro aspiraba a ser nombrado gobernador del Perú y envió a España a Lorenzo de Aldana con la misión de solicitar ante la Corte esta prebenda.

### Encuentro con La Gasca
Cuando Aldana iba camino de España a cumplir el encargo de Gonzalo, pasó por Panamá y se encontró con el enviado especial del rey, Pedro de la Gasca, que venía con poderes reales especiales para castigar a los revoltosos que no querían acatar las leyes nuevas. La Gasca logrará convencer a Lorenzo y enrolarlo en sus filas. Volvió a la capital peruana y por orden del enviado especial, Aldana fue nombrado teniente de gobernador y capitán general de Lima.
Después de numerosos intentos de pacificación de los rebeldes, La Gasca declaró la guerra a los que no quieren acatar las órdenes reales; ni siquiera Aldana logró hacer desistir a Gonzalo de su rebeldía; además la muerte del virrey Blasco Núñez Vela a manos de la gente de Gonzalo empeoró las cosas y las consecuencias del incidente desembocaron en la Batalla de Jaquijaguana el 9 de abril de 1548, donde las tropas rebeldes de Gonzalo era vencidas por las fuerzas reales que comandaba La Gasca. En esta batalla participó Lorenzo de Aldana como componente de las fuerzas reales.
Gonzalo Pizarro y su lugarteniente Francisco de Carvajal, fueron hechos prisioneros y decapitados. Como Lorenzo de Aldana anteriormente había militado en las filas de Gonzalo, también se vio envuelto en un proceso pero quedó libre de culpas por su demostrada fidelidad a la Corona y su excelente hoja de servicios.

### Encomendero en Charcas y fallecimiento
Pacificado el Perú y resuelto el conflicto rebelde, se conoce que Lorenzo se cansó de las armas, de la política y de las intrigas peruanas y se alejó para siempre de aquel ambiente donde había cosechado tantos triunfos. Se avecindó en Charcas (actual Sucre) como encomendero y cobrador tesorero de indios, donde vivió hasta 1559. Además de los cargos desempeñados, era caballero de la Orden de Alcántara.
Posteriormente a esta fecha, y sin que se conozcan las razones, pasó a residir en Arequipa donde vivió descansadamente el resto de sus días, falleciendo en 1571, dejando como legado una parte de su ingente fortuna a la institución de un mayorazgo para atender las necesidades del culto a Dios y asistencia a los nativos.